# Pholidota chinensis
Pholidota chinensis es una especie de planta dentro del género Pholidota, perteneciente a la subfamilia Epidendroideae de la familia de las Orchidaceae. Se distribuyen en China meridional así como Birmania y Vietnam.

## Etimología
En 1820 John Lindley acuñó el nombre genérico de las Pholidota del griego = escamoso, en referencia a las brácteas traslapadas que cubrían las flores en la inflorescencia.
Pholidota chinensis, fue descrita por John Lindley en Londres  1847, en el diario de la Horticultural Society (sociedad hortícola). Lindley le dio el epíteto específico del país China y del sufijo latino - ensis (origen o lugar). 
Su nombre común es el de orquídeas serpiente de cascabel.
Sinonímia:
- Coelogyne chinensis  (Lindl.) Rchb.f. (1862)
- Coelogyne pholas Rchb.f. (1862)
- Coelogyne corniculata Rchb.f. (1865)
- Pleione corniculata (Rchb.f.) Kuntze (1891)
- Pholidota annamensis Gagnep. (1931)

## Hábitat
Orquídea litófita o epífita. En la naturaleza se encuentran debajo del dosel forestal en la humedad de la parte baja, protegidas de la luz solar directa. A una altitud entre 500 y 1,700 m s. n. m.

## Descripción
La especie Pholidota chinensis desarrolla nuevos brotes desde la parte superior del pseudobulbo antiguo formando una planta parecida a una cadena con eslabones. Produce una inflorescencia arqueada que lleva un gran número de flores de un color crema en dos hileras.

Sus hojas plisadas son 8 a 20 cm de largo y 1,5 a 5 cm a través. Inflorescencia en racimos que emerge entre las hojas de nuevo crecimiente que se convierte en tallo. Son significativas las grandes brácteas de las inflorescencias y las grandes vainas que rodean los pseudobulbos. Así como las numerosas y diminutas flores dispuestas simétricamente en dos filas colgando en un gran despliegue al mismo tiempo. Poseen fragancia o no. Son uniformemente blancoverdosas, blanquecinas o blancas con un labio color crema. Las brácteas florales al lado de cada flor pronto llegan a ser marrones después de que las flores se abran rápidamente en la floración.

Tiene pseudobulbos alargados y aplastados, que son 2,5 a 8 cm de largo y tienen dos hojas pecioladas en el ápice. Los pseudobulbos se encuentran a lo largo de un rizoma en intervalos de 1 a 2,5 cm.

## Cultivo
Estas plantas no son muy exigentes en cuanto a su cultivo. Requiere unas condiciones mínimas que no son difíciles de conseguir dentro de las casas.
- Temperatura

Se desarrolla bien con la temperatura de la casa. Soporta temperaturas de entre 14 y 35 °C con preferencia de temperatura durante el día de 20-24 °C. Para hacerla florecer, hay que mantener una diferencia de temperatura de 5 °C entre el día y la noche durante un mes.
- Luz

Los Pholidota prefieren una luz moderada, sin el sol directo del periodo del mediodía. Su ideal está entre 1.500 y 2.200 lux. Para ello se pueden situar junto a una ventana orientada al este o al oeste, con un visillo o cortina fina de por medio. Sin que le de la luz directa del sol pues se le pueden quemar las hojas. Las raíces de estas orquídeas son verdes, tienen clorofila por tanto capaces de realizar la fotosíntesis, por lo que es conveniente que estén en macetas incoloras.
- Agua

De preferencia no calcárea y sin cloro (usar cartuchos filtrantes si el agua disponible es muy calcárea).
La humedad ambiental debe estar situada entre el 50 y 60%, si bien debe ser mayor cuanto más alta sea la temperatura.
- Riegos

Moderados. Hay que dejar secar un poco el compost entre dos riegos. Las raíces prefieren los compost con buen drenaje. Pero nunca se deben quedar completamente seco el compost. 
- Humedad

Les gustan las vaporizaciones.
- Aclareo

Normalmente al final del invierno o en la primavera, después de la floración. Toleran bien los tiestos pequeños. Utilizar de preferencia un tiesto no poroso (nada de macetas de barro cocido), a fin de no concentrar las sales minerales. Si no, se recomienda de humedecer el compost con agua clara de vez en cuando. Después del cambio de tiesto, esperar unas dos semanas antes de emprender el ritmo normal de riegos. Vaporizar el envés de las hojas.
- Substrato

Granulometría de fina a media, a base de corteza de pino, atapulgita o argex (esferas de tamaño variable), carbón vegetal, poliestireno.
- Abonos

Debido a que son plantas epífitas que viven sobre troncos de árboles y recogen el agua de lluvia que escurre no tienen grandes exigencias de abono.

Venden abonos especiales para ellas, pero basta con usar un abono para plantas de interior reduciendo su dosis a la cuarta parte, que aplicaremos cada 10-15 días en la floración y el resto del tiempo esporádicamente. 
- Reproducción

Producen innumerables semillas, pero difíciles de germinar como no estén en simbiosis con un hongo. Por lo cual, el método más fácil es mediante Keikis (hijuelo que la planta madre emite en la vara floral, tras la floración). Para estimular la aparición de Keikis tras la floración, se corta la vara por encima de un nudo sobre la mitad de su longitud. Luego se retira con cuidado la pielecilla que cubre las yemas de los entrenudos, con mucho cuidado para no dañar estos. Con ello conseguiremos que les llegue más luz.

También se puede diluir una pizca de la hormona de crecimiento vegetal (benziladenina) en agua y con un pincel dar una fino toque en el corte para estimular su aparición. Una vez el keikis ha emitido unas raíces pequeñas se puede separar de la planta madre.